# Masaaki Tanaka (Künstler)
Masaaki Tanaka (jap. 田中 正秋, Tanaka Masaaki; * 1947 in Setagaya, Präfektur Tokio, Japan) ist ein japanischer Künstler und Maler. Er ist der älteste Sohn von Toshiko und Akio Tanaka. Sein Vater war ein Maler westlicher Kunst.

## Ausbildung
Beeinflusst durch seinen Vater kam er schon früh mit Malerei in Verbindung und gewann bereits in der Grundschule Kunstwettbewerbe.
1967 begann er mit seinem Studium an der Kunsthochschule Musashino westlich von Tokio in der Präfektur Tokyo mit dem Hauptfach Ölmalerei, wobei er sich auf westlichen Stil fokussierte. Er entwickelte jedoch ein großes Interesse an Grafik und setzte sich stark mit Radierungen, Lithographie, Holzschnitt und Siebdruck auseinander. Bereits 1970, noch vor seinem Abschluss, erhielt er in einer Galerie im Tokioter Stadtteil Ginza eine eigene Ausstellung für seine Kupferstiche. Weitere Ausstellungen folgen, während er in den ersten zwei Jahren nach seinem Studienabschluss 1971 an seiner Universität Kunst lehrt und mit japanischen Künstlern und ihren Stilen bekannt wird. Er bringt sich selbst die Technik des Siebdrucks bei, die schon bald seine bevorzugte Technik wird. Themen seiner Bilder sind immer wieder japanische Feste (matsuri), die er in strahlenden Farben wiedergibt. 
1973 macht er eine erste Reise nach Europa; 1974 stellt er wiederum in einer eigenen Ausstellung bei Isetan in Shinjuku 38 Werke aus und heiratet seine ehemalige Kommilitonin Chikako Inomata. 1976 darf er in der „Ausstellung 120 ausgewählter Künstler von heute“ (今日の精鋭120人展, kyō no seiei 120-ninten) im Tōkyō Central Bijutsukan (東京セントラル美術館) im Stadtteil Ginza seine Werke ausstellen und im Jahr darauf bekommt er erste Ausstellungen in Paris und Düsseldorf. 1979 reist er in die USA, wo die dortigen Museen auf ihn aufmerksam werden und nach und nach Werke von ihm kaufen und ausstellen.
Sein Erfolg und seine internationale Anerkennung zeigt sich vor allem in den 1980er Jahren, als von 1982 bis 1991 wöchentlich auf dem Titelblatt der Zeitschrift Shūkan Shinchō mit einer Auflage von über einer halben Million Exemplaren seine Kunst gezeigt wird und 1983, als die japanische Regierung dem amerikanischen Präsidenten Reagan bei dessen Japanbesuch einen signierten Siebdruck Tanakas schenkt.